# Kanendo Watanabe
Kanendo Watanabe (渡辺兼人, Watanabe Kanendo, né en 1947) est un photographe japonais,.